# Theuma zuluensis
Espèce
Theuma zuluensis est une espèce d'araignées aranéomorphes de la famille des Prodidomidae.

## Distribution
Cette espèce est endémique du KwaZulu-Natal en Afrique du Sud,. Elle se rencontre vers la réserve d'Hluhluwe-Umfolozi.

## Description
La carapace de la femelle holotype mesure 2,4 mm et l'abdomen 3,7 mm.

## Systématique et taxinomie
Cette espèce a été décrite par Lawrence en 1947.

## Étymologie
Son nom d'espèce, composé de zulu et du suffixe latin -ensis, « qui vit dans, qui habite », lui a été donné en référence au lieu de sa découverte, le Zululand.

## Publication originale
- Lawrence, 1947 : « A collection of Arachnida made by Dr. I. Trägårdh in Natal and Zululand (1904-1905). » Göteborgs Kungliga Vetenskaps och Vitterhets Samhälles Handlingar, sér. 6, vol. B5, no 9, p. 1-41.